# Lovaglás a 2016. évi nyári olimpiai játékokon
A 2016. évi nyári olimpiai játékokon a lovaglásban hat versenyszámot rendeztek. A versenyszámokat augusztus 6. és 19. között rendezték.

## Éremtáblázat
| A 2016. évi nyári olimpiai játékok éremtáblázata lovaglásban | A 2016. évi nyári olimpiai játékok éremtáblázata lovaglásban | A 2016. évi nyári olimpiai játékok éremtáblázata lovaglásban | A 2016. évi nyári olimpiai játékok éremtáblázata lovaglásban | A 2016. évi nyári olimpiai játékok éremtáblázata lovaglásban | Olimpia  |
| ------------------------------------------------------------ | ------------------------------------------------------------ | ------------------------------------------------------------ | ------------------------------------------------------------ | ------------------------------------------------------------ | -------- |
|                                                              | Ország                                                       | Arany                                                        | Ezüst                                                        | Bronz                                                        | Összesen |
| 1.                                                           | Németország (GER)                                            | 2                                                            | 2                                                            | 2                                                            | 6        |
| 2.                                                           | Franciaország (FRA)                                          | 2                                                            | 1                                                            | 0                                                            | 3        |
| 2.                                                           | Nagy-Britannia (GBR)                                         | 2                                                            | 1                                                            | 0                                                            | 3        |
|                                                              |                                                              |                                                              |                                                              |                                                              |          |
| 4.                                                           | Egyesült Államok (USA)                                       | 0                                                            | 1                                                            | 2                                                            | 3        |
| 5.                                                           | Svédország (SWE)                                             | 0                                                            | 1                                                            | 0                                                            | 1        |
|                                                              |                                                              |                                                              |                                                              |                                                              |          |
| 6.                                                           | Ausztrália (AUS)                                             | 0                                                            | 0                                                            | 1                                                            | 1        |
| 6.                                                           | Kanada (CAN)                                                 | 0                                                            | 0                                                            | 1                                                            | 1        |
|                                                              |                                                              |                                                              |                                                              |                                                              |          |
| Összesen                                                     | Összesen                                                     | 6                                                            | 6                                                            | 6                                                            | 18       |

## Érmesek
| A 2016. évi nyári olimpiai játékok érmesei lovaglásban |                                                                                               |                                                                                          | |
| Versenyszám                                            | Arany                                                                                         | Ezüst                                                                                    | Bronz                                                                                                 |
| Díjlovaglás egyéni                                     | Charlotte Dujardin (Valegro) · Nagy-Britannia (GBR)                                           | Isabell Werth (Weihegold Old) · Németország (GER)                                        | Kristina Sprehe (Desperados FRH) · Németország (GER)                                                  |
| Díjlovaglás csapat                                     | Németország (GER) · Sönke Rothenberger · Dorothee Schneider · Kristina Sprehe · Isabell Werth | Nagy-Britannia (GBR) · Spencer Wilton · Fiona Bigwood · Carl Hester · Charlotte Dujardin | Egyesült Államok (USA) · Allison Brock · Kasey Perry · Steffen Peters · Laura Graves                  |
| Díjugratás egyéni                                      | Nick Skelton (Big Star) · Nagy-Britannia (GBR)                                                | Peder Fredericson (All In) · Svédország (SWE)                                            | Eric Lamaze (Fine Lady 5) · Kanada (CAN)                                                              |
| Díjugratás csapat                                      | Franciaország (FRA) · Roger-Yves Bost · Pénélope Leprevost · Philippe Rozier · Kevin Staut    | Egyesült Államok (USA) · Lucy Davis · Kent Farrington · Elizabeth Madden · McLain Ward   | Németország (GER) · Christian Ahlmann · Ludger Beerbaum · Meredith Michaels-Beerbaum · Daniel Deusser |
| Lovastusa egyéni                                       | Michael Jung (Sam FBW) · Németország (GER)                                                    | Astier Nicolas (Piaf de B'neville) · Franciaország (FRA)                                 | Phillip Dutton (Mighty Nice) · Egyesült Államok (USA)                                                 |
| Lovastusa csapat                                       | Franciaország (FRA) · Karim Laghouag · Mathieu Lemoine · Astier Nicolas · Thibaut Vallette    | Németország (GER) · Sandra Auffarth · Michael Jung · Ingrid Klimke · Julia Krajewski     | Ausztrália (AUS) · Chris Burton · Sam Griffiths · Shane Rose · Stuart Tinney                          |